# Lars-Axel Nordell
Lars-Axel Martin Nordell, född 7 augusti 1952 i Sundsvall, är en svensk socionom och politiker (kristdemokrat). Han var ordinarie riksdagsledamot 2009–2018, invald för Örebro läns valkrets.

## Biografi
Nordell avlade socionomexamen vid Högskolan i Örebro (nuvarande Örebro universitet) 1978. Han har även studerat kurser i filosofi och kulturgeografi.
Nordell var oppositionsråd och gruppledare för Kristdemokraterna i Örebro läns landsting åren 1982–2002.
Nordell blev ordinarie riksdagsledamot när han ersatte Sven Gunnar Persson från och med januari 2009, efter att denne lämnat uppdraget i riksdagen. I valet 2010 blev Nordell ordinarie riksdagsledamot från Örebro läns valkrets på plats 305. Vad gäller utskottsuppdrag i riksdagen märks främst att Nordell är ledamot i kulturutskottet sedan 2012.
Nordell är aktiv nykterist och är vice ordförande för Sveriges Blåbandsförbund. Han var under perioden 2006–2008 verksamhetschef för Nykterhetsrörelsens bildningsverksamhet i Örebro län och valdes 2010 till ordförande för riksdagens nykterhetsgrupp.
Han är son till skulptören Axel Nordell.